# Климівське джерело
Климі́вське жерело́ — гідрологічна пам'ятка природи місцевого значення в Україні. Розташована на території села Климівка Кремінського району Луганської області. 
Площа 0,1 га. Статус присвоєно згідно з рішенням виконкому Ворошиловградської обласної ради народних депутатів № 402 від 7 грудня 1971 року, рішенням № 251 від 1 серпня 1972 року (в. ч.), рішенням № 247 від 28 червня 1984 року. Перебуває у віданні: Голубівська сільська рада. 
Статус присвоєно для збереження джерела питної води, що живить річку Боровик. Джерело розташоване в гирлі балки Берестоватий яр. 
Каптажоване, дебіт 5 л/сек, температура води 10oС. Водоутримуюча порода — тріщинувата зона верхньої крейди. 